# Млынки (Винницкая область)
Млынки (укр. Млинки) — посёлок, входит в Гайсинский район Винницкой области Украины.
Население по переписи 2001 года составляло 23 человека. Почтовый индекс — 23700. Телефонный код — 04334. Занимает площадь 0,09 км².

## Местный совет
23700, Вінницька область, Гайсинський р-н, м.Гайсин, вул.1 Травня,7